# My Old Lady
Pour plus de détails, voir Fiche technique et Distribution.
My Old Lady est une comédie franco-anglo-américaine réalisée par Israel Horovitz, sortie en 2014.

## Synopsis
Mathias Gold est un Américain de 57 ans, écrivain raté et trois fois divorcé, plutôt fauché, venu à Paris, où il a décidé de vendre un hôtel particulier du Marais hérité de son père. Il découvre que celui-ci est occupé par Mathilde, 92 ans, qui l'a vendu en viager au père de Mathias et qui y vit avec sa fille Chloé. Mathias hérite donc du viager, charge à lui de verser la rente. Mathilde accepte de l'héberger. Au hasard de sa découverte de ce splendide hôtel quelque peu fané et décati, Mathias trouve des photos qui lui laissent penser que Mathilde a beaucoup compté pour son père. Elle le confirme. Peu à peu, Mathias et Chloé vont comprendre qu'enfants ils ont tous deux été des témoins malheureux et mal aimés, pour l'un d'une mère trompée et suicidaire, pour l'autre d'un père trahi mais résigné. À leur âge, que peuvent-ils faire de ces révélations ?

## Fiche technique
- Titre : My Old Lady
- Réalisation : Israel Horovitz
- Scénario : Israel Horovitz, d'après la pièce de "My Old Lady (Très chère Mathilde)"
- Musique : Mark Orton (en)
- Costumes : Jacqueline Bouchard
- Montage : Jacob Craycroft et Stephanie Ahn
- Décors : Pierre-François Limbosch
- Photographie : Michel Amathieu, AFC
- Production : Nitsa Benchetrit, David C. Barrot. Rachael Horovitz, Gary Foster
- Co-production : David Atrakchi, Gaël Cabouat, Boris Mendza. Marie Cécile Renauld
- Production déléguée : Mike Goodridge. Israel Horovitz, Rachael Horovitz, Russ Krssnoff, Charles S. Cohen, Daniel Battsck. Christine Lagan, Joe Oppenheimer
- Sociétés de production : Cohen Media Group et BBC Films presents,
in association with Protagonist Pictures et Tumbledown Productions Limited
Cohen Media Group
A Deux Chevaux / Katsize Films production
In association with Krasnoff / Foster Entertainment
- Sociétés de distribution : Cohen Media Group et Artificial Eye
- Pays d'origine :  États-Unis,  Royaume-Uni et  France
- Langue originale : anglais, français
- Format : couleur — 2,35:1 — son Dolby numérique
- Genre : comédie
- Durée : 107 minutes
- Dates de sortie :
  - États-Unis : 10 septembre 2014
  - Royaume-Uni : 21 novembre 2014
  - France : 6 mai 2015

## Distribution
- Kevin Kline (VF : Jean-Philippe Puymartin) : Mathias Gold
- Kristin Scott Thomas (VF : Danièle Douet) : Chloé Girard
- Maggie Smith (VF : Mireille Delcroix) : Mathilde Girard
- Stéphane Freiss (VF : lui-même) : François Roy
- Dominique Pinon : Monsieur Lefèvre
- Stéphane De Groodt : Philippe
- Christian Rauth : le brocanteur
- Noémie Lvovsky : Dr Florence Horowitz
- Élie Wajeman : l'homme à la porte
- Rafaèle Moutier : la femme à vélo